# Барт — генерал
«Bart the General» (с англ. — «Барт — генерал») — пятый эпизод первого сезона телесериала «Симпсоны». Впервые вышла 4 февраля 1990 года на телеканале «Fox».

## Сюжет
Лиза готовит несколько кексов для своей учительницы. Когда все покидают автобус, кексы хватает один из сообщников Нельсона. Барт требует их вернуть, но тот давит их ногой. Он прыгает на сообщника Нельсона и пытается его усмирить, но тут показывается Нельсон и нападает на Барта. Он, пытаясь сопротивляться, бьёт Нельсона в нос. Нельсон сначала думает, что кровь, появившаяся под его носом — кровь Барта, но оказывается, что это не так. Нельсон, страшно разозлённый, что нашёлся кто-то, кто пустил ему кровь, встречает его после школы. В результате избитый Барт оказывается в мусорном баке, который прикатывает его прямо к дому Симпсонов.
Дома плачущий Барт рассказывает семье о случившемся, и его родители предлагают ему разные решения. Гомер предлагает драться нечестно, а Мардж считает, что надо всё рассказать директору Скиннеру. Однако Гомер считает что это нарушит «Кодекс двора», который соблюдают каждый в школе и Барт прислушивается к нему. Однако, драться его никто не учил, так что он оказывается побит Нельсоном ещё раз. После этого он решает, по совету Лизы, обратиться к старшему члену семьи Симпсонов, дедушке Эйбу.
Эйб ведёт Барта к Герману, ветерану войны и владельцу магазина военного антиквариата. Герман решает объявить войну Нельсону и объясняет Барту будущую полностью атакующую стратегию. Барт собирает других школьников, которым тоже досталось от Нельсона, и вербует их в качестве солдат. После долгой и изнурительной подготовки «армия» нападает на Нельсона и его дружков и обстреливает их водяными бомбами. Нельсона взяли в плен, но он угрожает убить Барта, как только его выпустят, так что Барту приходится подержать его ещё некоторое время. Герман пишет пакт о капитуляции Нельсона, который он подписывает вместе с Бартом. Мардж входит в комнату с подносом кексов, и устанавливается абсолютный мир.
В конце эпизода Барт рассказывает зрителям о причинах, по которым войны нельзя оправдать.

## Производство эпизода
Серия идёт слишком долго, поэтому традиционная заставка сериала была обрезана до изображения дома Симпсонов. Режиссёру Дэвиду Силверману приходилось нелегко — в то же время он снимал ещё и «Барт — гений». Изначально в эпизоде планировалось использовать песню Эдвина Старра «War», но песня не совсем ложилась в сценарий, поэтому от неё пришлось отказаться.

## Культурные отсылки
- Когда Барт спрашивает дедушку: «Этот парень чокнутый?», тот отвечает: «Генерал Джордж С. Паттон был чокнутым. А этот полный идиот».
- Барт, дающий подзатыльник одному из своих «солдат» за то, что он «ничтожен» — отсылка к фильму «Паттон». Оттуда же взяты ещё несколько строк диалога и музыка. У Fox были права на этот фильм, и использование музыки не повлекло никаких проблем[2].
- Сцена с маршем — отсылка к фильму Стэнли Кубрика «Цельнометаллическая оболочка»[3].
- В конце серии Барт говорит, что лучшими войнами были война за независимость США, Вторая мировая война и война из трилогии «Звездные войны» (оригинальная трилогия)[4][Комм. 1].
- После победы над Нельсоном к Лизе подбегает моряк и целует её — отсылка на известную фотографию Альфреда Эйзенштадта «День Победы над Японией на Таймс-сквер», изображающую целующихся моряка и медсестру.

## Отзывы
На DVD-комментарии к эпизоду Мэтт Грейнинг говорит, что для него довольно странно, насколько спорным эпизод казался, когда его выпустили, и насколько безобидным он кажется сейчас. Авторы книги «I Can’t Believe It’s a Bigger and Better Updated Unofficial Simpsons Guide» Уоррен Мартин и Адриан Вуд выразились о серии так: «Несмотря на несколько отличных фраз отдельных эпизодов — нам понравилась фантазия Барта и смерть на кулаках Нельсона — серия кажется несколько неуверенной в себе, особенно ближе к концу». В обзоре DVD первого сезона Дэвид Грелк дал эпизоду 3 балла из 5 и добавил: «Очередной эпизод, помогший популярности Барта взлететь в стратосферу…»

### Использование в научных исследованиях
«Генерал Барт» и эпизод сериала «Сайнфелд» «The Tape» использовались в эксперименте Дартмутского колледжа, в ходе которого изучалась активность головного мозга во время смешных моментов в телешоу. Результаты были опубликованы в 2004 году, в одном из выпусков академического журнала «Neuroimage».

### Комментарии
1. ↑  Эпизод был создан 4 февраля 1990 когда Звёздные войны состояли только из одной трилогии.